# Hanspeter Latour
Hanspeter Latour (ur. 4 czerwca 1947 w Thun) – szwajcarski piłkarz, a także trener.

## Kariera piłkarska
W swojej karierze Latour reprezentował barwy zespołów FC Thun, FC Le Locle oraz BSC Young Boys.

## Kariera trenerska
Latour karierę trenera rozpoczął w FC Dürrenast. Następnie prowadził FC Thun oraz FC Solothurn, a w 1997 roku także tymczasowo Grasshopper Club, gdzie normalnie pełnił funkcję asystenta. W kolejnych latach trenował FC Baden, FC Wil oraz od 2001 roku FC Thun. W sezonie 2001/2002 awansował z nim z drugiej ligi do pierwszej. W trakcie sezonu 2004/2005 przeszedł do Grasshopper Club Zurych i na koniec tamtego sezonu zajął z nim 3. miejsce w lidze.
W styczniu 2006 Latour został szkoleniowcem niemieckiego 1. FC Köln. W Bundeslidze 28 stycznia 2006 w przegranym 2:4 meczu z 1. FSV Mainz 05. W sezonie 2005/2006 zajął z klubem 17. miejsce w Bundeslidze i spadł z nim do 2. Bundesligi. W listopadzie 2006 przestał być trenerem 1. FC Köln.
Następnie w latach 2007–2009, po raz trzeci w swojej karierze prowadził Grasshopper Club Zurych i był to ostatni klub w karierze Latoura.